# Shennong Xi
Der 60 Kilometer lange Shennong-Fluss (chinesisch 神农溪, Pinyin Shénnóng Xī), auch Yandu He (沿渡河,  Yándù Hé) genannt, entspringt im Waldgebiet Shennongjia und mündet bei dem Dorf Xirangkou (西瀼口村), Großgemeinde Guanduhe (官渡河镇), im Kreis Badong (巴东县) des Autonomen Bezirks Enshi der Tujia und Miao in der chinesischen Provinz Hubei in den Jangtse.
Durch die an manchen Stellen des Flusses sehr seichten Gewässer werden die traditionellen Boote in alter Tradition an Seilen weitergezogen. Am Shennong lebt das Volk der Tujia, einer chinesischen Minderheit.
In der Longxia-Schlucht, durch die sich der Shennong windet, findet man viele, hoch über dem Wasser gelegene Höhlen mit aus Baumstämmen geschnitzten Särgen. Vor 2000 Jahren hatte das Volk der Ba seine Verstorbenen dort beigesetzt, möglichst nahe beim Himmel. Bis heute ist nicht geklärt, wie die Menschen die großen Baumstämme dort hingeschafft hatten.
Durch die Aufstauung des Jangtse im Zuge des Drei-Schluchten-Damms ist der Wasserstand des Flusses erheblich angestiegen, weshalb Siedlungen der Tujia in höher gelegene Gebiete verlagert wurden. Damit entfällt auch die – in den letzten Jahren auch touristisch relevante – Tradition des Treidelns in höher gelegenen Gebieten des Flusses.